# Hernán Gaviria
Hernán Gaviria Carvajal (* 27. November 1969 in Carepa; † 24. Oktober 2002 in Cali) war ein kolumbianischer Fußballspieler.

## Vereinskarriere
Hernán Gaviria begann seine Profikarriere 1990 beim in Medellín ansässigen Verein Atlético Nacional, mit dem er 1991 und 1994 kolumbianischer Meister wurde und bei dem er bis 1998 unter Vertrag stand. Nach anschließenden zwei Jahren bei Deportivo Cali wechselte er für eine Saison zum japanischen Verein Shonan Bellmare, kehrte jedoch schon 2002 wieder in seine kolumbianische Heimat zurück.
Er starb im Oktober 2002 im Training mit Deportivo Cali, als er während eines Gewitters von einem Blitz getroffen wurde.

## Nationalmannschaft
1993 debütierte Gaviria für die kolumbianische Fußballnationalmannschaft. Mit dieser qualifizierte er sich erfolgreich für die Copa América 1993, 1995, 1997 und Weltmeisterschaft 1994. Gaviria bestritt 27 Länderspiele und erzielte dabei drei Tore.

## Errungene Titel
Mit der Nationalmannschaft:
- 3. Platz bei der Copa América 1993, 1995

Mit seinen Vereinen:
- Categoría Primera A: 1991, 1994, 1998